# Una educació
Una educació (títol original en anglès An Education) és un drama britànic basat en una memòria autobiogràfica del mateix títol escrit pel periodista britànic Lynn Barber. La pel·lícula, estrenada el 2009, ha estat dirigida per Lone Scherfig, amb guió de Nick Hornby, i en el seu repartiment inclou Emma Thompson, Peter Sarsgaard, Dominic Cooper, Rosamund Pike, Olivia Williams i Carey Mulligan.
Una educació es va estrenar al Festival de Cinema de Sundance de 2009, aconseguint l'aclamació de la crítica. Es va projectar el 10 de setembre de 2009 al Festival Internacional de Cinema de Toronto
i va ser presentat al Telluride pel Festival de Cinema de Mar a Portsmouth, New Hampshire, 19 de setembre de 2009. La pel·lícula es projectava el 9 d'octubre de 2009, al Mill Valley Film Festival. Es va estrenar als Estats Units el 16 d'octubre de 2009 i al Regne Unit el 30 d'octubre de 2009. El 2 de febrer de 2010 s'anunciava que la pel·lícula havia rebut tres nominacions als premis Oscar 2009 a les categories d'Oscar a la millor pel·lícula, Oscar a la millor actriu i Oscar al millor guió adaptat.

## Argument
A Anglaterra el 1961, després d'un assaig de la Jove Orquestra, Jenny Mellor, una alumna, agafa l'ascensor amb un home encantador més gran, David Goldman. Els dos comencen una relació, que inclou Danny, el soci de David, i la noia de Danny, Helen. David aconsegueix encisar els pares protectors de Jenny perquè deixin que la porti a concerts, clubs de jazz, i fins i tot a París.
Jenny esbrina que David guanya diners fent mobbing immobiliari, especialment a persones negres d'edat i així poder comprar els seus pisos a bon preu. També esbrina que David i Danny roben objectes valuosos de cases que són en venda. Descobrint això, Jenny s'horroritza i amenaça en deixar la relació, però al final troba tan emocionant i captivadora la seva vida nova que decideix passar per alt el seu costat més fosc. Després de veure Jenny ballar amb Danny, David precipitadament li proposa casar-se.
El seu pare accepta el compromís, i Jenny surt de l'escola sense aconseguir el seu batxillerat. Mentre busca cigarrets a la guantera de David, Jenny troba una pila de cartes adreçades a "Mr. i Mrs. David Goldman". Demana que li digui als seus pares que ja està casat. La seva directora de l'escola primària es nega a permetre-li repetir el seu any final d'escola, així Jenny se'n va a la casa de la seva professora favorita, que l'ajuda i passa el nivell A. És acceptada per estudiar anglès a Oxford, cosa que havia estat la seva ambició abans de conèixer David.
L'escena final la mostra anant amb la seva bicicleta pels carrers d'Oxford amb un estudiant. Jenny narra de fons: Així, vaig anar a llegir llibres anglesos, i vaig fer el possible per evitar el destí que Helen havia pronosticat per a mi. Probablement em veia tan nova, fresca i natural com qualsevol altre estudiant...Però no ho era. Un dels nois amb qui sortia, i realment eren nois, una vegada em va demanar per anar París amb ell. I li vaig dir que m'encantaria, que em moria per veure París... com si mai no hi hagués estat.

## Repartiment
- Carey Mulligan com Jenny Miller
- Peter Sarsgaard com David Goldman
- Dominic Cooper com Danny, l'amic de David i soci en el delicte. Orlando Bloom va ser seleccionat originalment per aquest paper, però va abandonar abans de començar a rodar)[7]
- Rosamund Pike com Helen, la xicota de Danny
- Emma Thompson com Miss Walters, la directora d'escola primària a l'escola de Jenny
- Olivia Williams com Miss Stubbs, professora de Jenny
- Alfred Molina com Jack Miller, pare de Jenny
- Cara Seymour com Marjorie Miller, mare de Jenny
- Sally Hawkins com Sarah Goldman, la dona de David
- Matthew Beard com Graham, un noi que Jenny coneix de la Jove Orquestra
- Ellie Kendrick com Tina, amiga de Jenny de l'escola
- Beth Rowley com a cantant al cabaret

## Producció

### Guió
Nick Hornby va crear el guió cinematogràfic basant-se en un assaig autobiogràfic del periodista britànic Lynn Barber sobre l'afer de Simon Prewalksi, conegut per ella com Simon Green, que es va publicar a la revista literària Granta. Les memòries completes de Barber, Una educació, no es van publicar en forma de llibre fins al juny de 2009, quan la filmació ja s'havia enllestit. Hornby deia que el que l'atreia de les memòries era que És una noia suburbana que té por que acabarà tot allò de bo que passa a la ciutat. Per mi, és una gran història de la cultura popular. És la història de moltes bandes de rock'n'roll.
Encara que el guió cinematogràfic implicava que Hornby escrigués sobre una jove noia adolescent, no sentia que fos un desafiament més gran que escriure cap altre personatge: "Penso que quan estàs escrivint sobre algú que no és exactament tu mateix, llavors l'envit és igualment gran. Estava content que tothom entorn meu en aquesta pel·lícula fos una dona de manera que em poguessin vigilar manyagosament. Però no recordo que ningú no m'hagi dit: Així no és com pensen les dones."

### Gravació
Encara que la casa familiar de Jenny i la seva escola se suposa que són al suburbi de Twickenham, Middlesex, les escenes residencials presentades a la pel·lícula estaven filmades en exteriors a l'àrea de Gunnersbury d'Ealing, Londres Oest així com Mattock Lane a West Ealing i The Japanese School a Acton que es va fer servir per una escola anomenada Haberdashers' Aske's School for Girls. L'àrea es va arranjar convincentment per semblar com els anys 1960, amb l'única excepció de la il·luminació dels carrers, que és evident que és dels anys 1990. St John's Smith Square no es va obrir com a auditori fins a 1969. Hi ha també un error quan Jenny és admesa a la Universitat d'Oxford (l'admissió és als Colleges, no a la Universitat). Més tard a la pel·lícula, l'escena en la qual Jenny es troba la dona de David Goldman a fora de la seva casa suburbana sembla de l'àrea de Woodside Park a North London.

## Rebuda
La pel·lícula actualment té una ràtio del 95% a Rotten Tomatoes, basat en les ressenyes de 164 crítics. A Metacritic té un índex de 85 basat en 34 ressenyes.
Una educació va guanyar el premi Audience Choice el premi de Cinematografia al Festival de Cinema de Sundance de 2009. Mulligan va guanyar un premi del Festival de Cinema de Hollywood per la millor actuació femenina. Va ser seleccionada pel·lícula Sight & Sound del mes.
| Cerimònia                           | Categoria                                        | Tema                   | Resultat   |
| ----------------------------------- | ------------------------------------------------ | ---------------------- | ---------- |
| 82a cerimònia dels Oscars           | Oscar a la millor pel·lícula                     |                        | Nominada   |
| 82a cerimònia dels Oscars           | Oscar a la millor actriu                         | Carey Mulligan         | Nominada   |
| 82a cerimònia dels Oscars           | Oscar al millor guió adaptat                     | Nick Hornby            | Nominada   |
| 63a cerimònia dels BAFTA            | BAFTA a la millor pel·lícula                     |                        | Nominada   |
| 63a cerimònia dels BAFTA            | BAFTA a la millor pel·lícula anglesa             |                        | Nominada   |
| 63a cerimònia dels BAFTA            | BAFTA a la millor direcció                       | Lone Scherfig          | Nominada   |
| 63a cerimònia dels BAFTA            | BAFTA a la millor actriu                         | Carey Mulligan         | Guanyadora |
| 63a cerimònia dels BAFTA            | BAFTA al millor guió adaptat                     | Nick Hornby            | Nominada   |
| 63a cerimònia dels BAFTA            | BAFTA al millor actor secundari                  | Alfred Molina          | Nominada   |
| 63a cerimònia dels BAFTA            | BAFTA al millor vestuari                         | Odile Dicks-Mireaux    | Nominada   |
| 63a cerimònia dels BAFTA            | BAFTA al millor maquillatge i perruqueria        | Lizzie Yianni Georgiou | Nominada   |
| Premis British Independent Film     | Millor pel·lícula britànica                      |                        | Nominat    |
| Premis British Independent Film     | Millor Director d'una pel·lícula britànica       | Lone Scherfig          | Nominat    |
| Premis British Independent Film     | Millor guió                                      | Nick Hornby            | Nominat    |
| Premis British Independent Film     | Millor actriu en una pel·lícula britànica        | Carey Mulligan         | Guanyadora |
| Premis British Independent Film     | Millor actriu secundària                         | Rosamund Pike          | Nominada   |
| Premis British Independent Film     | Millor actor secundari                           | Alfred Molina          | Nominat    |
| 67a cerimònia dels Globus d'Or      | Globus d'Or a la millor actriu dramàtica         | Carey Mulligan         | Nominada   |
| Premis Independent Spirit 2009      | Independent Spirit Award a la millor pel·lícula  |                        | Pendent    |
| Satellite Awards 2009               | Premi Satellite a la millor pel·lícula dramàtica |                        | Nominat    |
| Satellite Awards 2009               | Premi Satellite al millor guió adaptat           | Nick Hornby            | Nominat    |
| Satellite Awards 2009               | Premi Satellite al millor director               | Lone Scherfig          | Nominat    |
| Satellite Awards 2009               | Premi Satellite a la millor actriu dramàtica     | Carey Mulligan         | Nominada   |
| Satellite Awards 2009               | Premi Satellite al millor actor secundari        | Alfred Molina          | Nominat    |
| Festival de Cinema de Sundance 2009 | Premi de l'audiència: drama                      |                        | Guanyador  |
| Festival de Cinema de Sundance 2009 | Premi de la fotografia: drama                    | John De Borman         | Guanyador  |
| Festival de Cinema de Sundance 2009 | Gran Premi del Jurat: drama                      |                        | Nominat    |